# Lista stadionów piłkarskich w Hiszpanii
Lista stadionów piłkarskich w Hiszpanii – zestawienie zawierające obiekty drużyn znajdujących się w Primera División (I poziomie ligowym Hiszpanii) oraz Segunda División (II poziomie ligowym Hiszpanii). Na najwyższym poziomie rozgrywkowym znajduje się 20 drużyn, a na drugim poziomie 22 drużyny, których stadiony zostały przedstawione w poniższej tabeli według kryterium pojemności, od największej do najmniejszej. Tabela uwzględnia również miejsce położenia stadionu (miasto oraz region), klub do którego obiekt należy oraz rok jego otwarcia lub renowacji.
Do listy dodano również stadiony o pojemności powyżej 10 tys. widzów, które są areną domową drużyn z niższych lig lub obecnie w ogóle nie rozgrywano mecze piłkarskie.
Na dwóch stadionach z listy: Estadio Santiago Bernabéu w Madrycie i Camp Nou w Barcelonie zostały rozegrane Mistrzostwa Europy w Piłce Nożnej 1964, które organizowała Hiszpania. Na Estadio Santiago Bernabéu został rozegrany finał tych mistrzostw.
Na 16 stadionach z listy: Estadio José Rico Pérez w Alicante, Camp Nou i Estadio de Sarrià w Barcelonie, Estadio San Mamés w Bilbao, Nuevo Estadio w Elx, El Molinón w Gijón, Estadio Municipal de Riazor w La Coruña, Estadio Santiago Bernabéu i Estadio Vicente Calderón w Madrycie, Estadio La Rosaleda w Maladze, Estadio Carlos Tartiere w Oviedo, Estadio La Romareda w Saragossie, Estadio Benito Villamarín i Estadio Sanchez Pizjuan w Sewilli, Nuevo Estadio Jose Zorrilla w Valladolidzie, Estadio Balaídos w Vigo oraz Estadio Luis Casanova w Walencji zostały rozegrane Mistrzostwa Świata w Piłce Nożnej 1982. Na Santiago Bernabéu w Madrycie został rozegrany finał tych mistrzostw.
Legenda:

    – stadiony IV kategorii UEFA

    – stadiony w budowie lub przebudowie

    – stadiony zamknięte lub zburzone

| Lp | Nazwa stadionu            | Miejscowość                | Region             | Drużyny                             | Otwarty / renowacja | Pojemność                       | Zdjęcie |
| -- | ------------------------- | -------------------------- | ------------------ | ----------------------------------- | ------------------- | ------------------------------- | ------- |
| 1  | Camp Nou                  | Barcelona                  | Katalonia          | FC Barcelona                        | 2022                | 99 354 (105 000 po przebudowie) |         |
| 2  | Santiago Bernabéu         | Madryt                     | Madryt             | Real Madryt                         | 1947                | 85 454                          |         |
| 3  | Wanda Metropolitano       | Madryt                     | Madryt             | Atlético Madryt                     | 2017                | 67 704                          |         |
| 4  | La Cartuja                | Sewilla                    | Andaluzja          | Reprezentacja Hiszpanii             | 1999                | 57 619                          |         |
| 5  | Lluís Companys            | Barcelona                  | Katalonia          | Atletyka                            | 1927                | 55 926                          |         |
| 6  | Mestalla                  | Walencja                   | Walencja           | Valencia CF                         | 1923                | 48 600                          |         |
| 7  | Vicente Calderón          | Madryt                     | Madryt             | Atlético Madryt                     | 1966                | 54 851                          |         |
| 8  | San Mamés                 | Bilbao                     | Kraj Basków        | Athletic Bilbao                     | 2013                | 53 332                          |         |
| 9  | Benito Villamarín         | Sewilla                    | Andaluzja          | Real Betis                          | 1929                | 52 745                          |         |
| 10 | Ramón Sánchez Pizjuán     | Sewilla                    | Andaluzja          | Sevilla FC                          | 1957                | 43 883                          |         |
| 11 | Estadi Cornellà-El Prat   | Barcelona                  | Katalonia          | RCD Espanyol                        | 2009                | 40 500                          |         |
| 12 | Manuel Martínez Valero    | Elx                        | Walencja           | Elche CF                            | 1976                | 36 017                          |         |
| 13 | Riazor                    | A Coruña                   | Galicja            | Deportivo La Coruña                 | 1944                | 34 600                          |         |
| 14 | La Romareda               | Saragossa                  | Aragonia           | Real Saragossa                      | 1957                | 34 596                          |         |
| 15 | Nueva Condomina           | Murcja                     | Murcja             | Real Murcia                         | 2006                | 33 045                          |         |
| 16 | Anoeta                    | San Sebastián              | Kraj Basków        | Real Sociedad                       | 1993                | 32 076                          |         |
| 17 | Balaídos                  | Vigo                       | Galicja            | Celta Vigo                          | 1928                | 31 800                          |         |
| 18 | Gran Canaria              | Las Palmas de Gran Canaria | Wyspy Kanaryjskie  | UD Las Palmas                       | 2003                | 31 250                          |         |
| 19 | Carlos Tartiere           | Oviedo                     | Asturia            | Real Oviedo                         | 2000                | 30 500                          |         |
| 20 | La Rosaleda               | Malaga                     | Andaluzja          | Málaga CF                           | 1941                | 30 044                          |         |
| 21 | El Molinón                | Gijón                      | Asturia            | Sporting Gijón                      | 1908                | 30 000                          |         |
| 22 | José Rico Pérez           | Alicante                   | Walencja           | Hércules CF                         | 1974                | 29 500                          |         |
| 23 | José Zorilla              | Valladolid                 | Kastylia i León    | Real Valladolid                     | 1982                | 26 512                          |         |
| 24 | Ciutat de Valencia        | Walencja                   | Walencja           | Levante UD                          | 1969                | 25 354                          |         |
| 25 | Ramón de Carranza         | Kadyks                     | Andaluzja          | Cádiz CF                            | 1955                | 25 033                          |         |
| 26 | El Madrigal               | Villarreal                 | Walencja           | Villarreal CF                       | 1923                | 24 890                          |         |
| 27 | Iberostar                 | Palma                      | Baleary            | RCD Mallorca                        | 1999                | 23 142                          |         |
| 28 | Heliodoro Rodríguez López | Santa Cruz de Tenerife     | Wyspy Kanaryjskie  | CD Tenerife                         | 1925                | 23 000                          |         |
| 29 | Los Cármenes              | Grenada                    | Andaluzja          | Granada CF                          | 1995                | 22 524                          |         |
| 30 | El Sardinero              | Santander                  | Kantabria          | Racing Santander                    | 1988                | 22 222                          |         |
| 31 | Nuevo Arcángel            | Kordoba                    | Andaluzja          | Córdoba CF                          | 1994                | 21 822                          |         |
| 32 | Nuevo Colombino           | Huelva                     | Andaluzja          | Recreativo Huelva                   | 2001                | 21 670                          |         |
| 33 | Estadio del Mediterráneo  | Almería                    | Andaluzja          | UD Almería                          | 2004                | 21 350                          |         |
| 34 | Chapín                    | Jerez de la Frontera       | Andaluzja          | Xerez CD                            | 1988                | 20 523                          |         |
| 35 | Municipal La Línea        | La Línea de la Concepción  | Andaluzja          | RB Linense                          | 1969                | 20,000                          |         |
| 36 | Mendizorrotza             | Vitoria-Gasteiz            | Kraj Basków        | Deportivo Alavés                    | 1924                | 19 840                          |         |
| 37 | Estadio El Sadar          | Pampeluna                  | Nawarra            | CA Osasuna                          | 1967                | 19 800                          |         |
| 38 | Estadi Balear             | Palma de Mallorca          | Baleary            | CD Atlético Baleares                | 1960                | 18 000                          |         |
| 39 | Nou Castalia              | Castellón de la Plana      | Walencja           | CD Castellón                        | 1987                | 18 000                          |         |
| 40 | Alfonso Pérez             | Getafe                     | Madryt             | Getafe CF                           | 1998                | 17 700                          |         |
| 41 | El Helmántico             | Salamanka                  | Kastylia i León    | UD Salamanca                        | 1970                | 17 341                          |         |
| 42 | Carlos Belmonte           | Albacete                   | Kastylia-La Mancha | Albacete Balompié                   | 1960                | 17 000                          |         |
| 43 | La Condomina              | Murcja                     | Murcja             | Ciudad de Murcia                    | 1924                | 16 800                          |         |
| 44 | Estadio Las Gaunas        | Logroño                    | La Rioja           | UD Logroñés, SD Logroñés            | 2002                | 16 000                          |         |
| 45 | Nuevo Vivero              | Badajoz                    | Estremadura        | CD Badajoz                          | 1998                | 15 598                          |         |
| 46 | Mini Estadi               | Barcelona                  | Katalonia          | FC Barcelona B                      | 1982                | 15 276                          |         |
| 47 | Cartagonova               | Kartagena                  | Murcja             | FC Cartagena                        | 1987                | 15 105                          |         |
| 48 | Vallecas                  | Madryt                     | Madryt             | Rayo Vallecano                      | 1976                | 14 708                          |         |
| 49 | Romano                    | Mérida                     | Estremadura        | Mérida UD, Imperio                  | 1954                | 14 600                          |         |
| 50 | El Soto                   | Móstoles                   | Madryt             | CD Móstoles                         | 1981                | 14 000                          |         |
| 51 | El Plantío                | Burgos                     | Kastylia i León    | Burgos CF                           | 1964                | 14 000                          |         |
| 52 | Camp d’Esports            | Lleida                     | Katalonia          | Lleida Esportiu                     | 1909                | 13 500                          |         |
| 53 | San Lázaro                | Santiago de Compostela     | Galicja            | SD Compostela                       | 1993                | 13 500                          |         |
| 54 | Reino de León             | León                       | Kastylia i León    | Cultural y Deportiva Leonesa        | 2001                | 13 451                          |         |
| 55 | La Victoria               | Jaén                       | Andaluzja          | Real Jaén                           | 2001                | 12 569                          |         |
| 56 | Pasarón                   | Pontevedra                 | Galicja            | Pontevedra CF                       | 1965                | 12 500                          |         |
| 57 | Juan Rojas                | Almería                    | Andaluzja          | UD Almería B                        | 1976                | 12 500                          |         |
| 58 | Nacional Complutense      | Madryt                     | Madryt             | CR Cisneros (rugby)                 | 1943                | 12 400                          |         |
| 59 | A Malata                  | Ferrol                     | Galicja            | Racing de Ferrol                    | 1993                | 12 042                          |         |
| 60 | Nou Estadi                | Tarragona                  | Katalonia          | Gimnàstic Tarragona                 | 1972                | 12 000                          |         |
| 61 | Álvarez Claro             | Melilla                    | Melilla            | UD Melilla                          | 1933                | 12 000                          |         |
| 62 | Linarejos                 | Linares                    | Andaluzja          | Linares Deportivo                   | 1956                | 12 000                          |         |
| 63 | Nova Creu Alta            | Sabadell                   | Katalonia          | CE Sabadell FC                      | 1967                | 11 981                          |         |
| 64 | Olímpic de Terrassa       | Terrassa                   | Katalonia          | Terrassa FC                         | 1960                | 11 500                          |         |
| 65 | Francisco de la Hera      | Almendralejo               | Estremadura        | Extremadura UD                      | 1996                | 11 000                          |         |
| 66 | Las Mestas                | Gijón                      | Asturia            | Gijón Mariners (futbol amerykański) | 1942                | 11 000                          |         |
| 67 | Ciudad de Málaga          | Malaga                     | Andaluzja          | Atletyka                            | 2006                | 10 816                          |         |
| 68 | Camp del Centenari        | Badalona                   | Katalonia          | CF Badalona                         | 1972                | 10 000                          |         |
| 69 | Bahía Sur                 | San Fernando               | Andaluzja          | San Fernando CD                     | 1992                | 10 000                          |         |
| 70 | José Antonio Elola        | Tudela                     | Nawarra            | CD Tudelano                         | 1969                | 10 000                          |         |